# Sardar-Sarovar-Talsperre
Die Sardar-Sarovar-Talsperre ist eine Talsperre am Fluss Narmada im indischen Bundesstaat Gujarat. Die Talsperre war seit 1961, als der Grundstein gelegt wurde, im Bau. Die Fertigstellung verzögerte sich durch Proteste und Gerichtsprozesse. Die Talsperre wurde am 17. September 2017 durch Premierminister Narendra Modi eingeweiht.

## Staumauer
Die Staumauer ist eine über der Gründung maximal 163 Meter hohe und 1210 Meter lange Gewichtsstaumauer. Sie ist die dritthöchste Betonstaumauer in Indien nach Bhakra (226 Meter) in Himachal Pradesh und Lakhwar (192 Meter) in Uttar Pradesh. Nach dem verbauten Betonvolumen von 6,82 Millionen Kubikmetern ist die Staumauer die zweitgrößte der Erde nach der Staumauer der Grand-Coulee-Talsperre in den USA, die ein Bauwerksvolumen von 8,0 Millionen m³ hat. Auch nach der Kapazität der Hochwasserentlastung ist die Sardar-Sarovar-Talsperre eine der größten der Welt; sie liegt mit 87.000 m³/s nach Gazenba (113.000 m³/s) in China und Tucurui (100.000 m³/s) in Brasilien auf Platz drei. Gazenba ist allem Anschein nach die indische Bezeichnung für den Drei-Schluchten-Damm. Allerdings gibt es auch Quellen, die darauf verweisen, dass dieser über eine noch größere Kapazität verfügen wird, nämlich 124.300 m³/s.
Um Hochwasser abzuführen, gibt es sieben Schussrinnen und 23 andere radiale Öffnungen. Weitere zehn Schütze (Verschlussvorrichtungen) auf 18 Metern Reservoir-Höhe mit den Abmessungen 2,15 m × 2,75 m sind beim Bau temporär erforderlich, um den Fluss durchfließen zu lassen. Noch einmal vier Öffnungen gibt es auf der Höhe von 53 Metern. Diese wurden im Februar 1994 geschlossen.
Die Staumauer ist für eine horizontale Erdbebenbeschleunigung von 0,125 g bemessen worden, wobei g die Erdbeschleunigung von 9,81 m/s² ist. Auch die vom Stausee induzierte Seismizität wurde bedacht. Dafür wurden seismologische Messgeräte (Seismometer) aufgestellt, um die Bewegungen, Beschleunigungen und Spannungen in der Staumauer zu messen.

## Stausee
Das Vollstauziel der Sardar-Sarovar-Talsperre liegt bei 138,68 Meter über dem Meeresspiegel. Das höchste Stauziel ist 140,21 Meter NN, und das niedrigste ist 110,64 Meter. Der normale Wasserstand im Unterwasser beträgt 25,91 Meter. 
Der Speicherraum des Reservoirs ist 9500 Millionen m³ groß. Der Nutzraum ist davon 5800 Mio. m³. Unterhalb des niedrigsten Stauspiegels liegt der Totraum, er ist 3700 Mio. m³ groß. Die Fläche des Stausees beträgt 37.690 Hektar und hätte ausgestreckt eine Länge von 214 km bei einer durchschnittlichen Breite von 1,77 km. Von der überstauten Fläche sind 11.279 ha Ackerland, 13.542 ha Wald und 12.869 ha Flussbett und Ödland. In drei Bundesstaaten sind 245 Dörfer betroffen, davon 193 in Madhya Pradesh, 33 in Maharashtra und 19 in Gujarat. Nur drei gehen vollständig unter, die restlichen 242 teilweise. In Madhya Pradesh wird bei einem 100-jährigen Hochwasser in 79 von 193 Dörfern mehr als 10 % Ackerland untergehen, in 89 weniger als 10 % Ackerland oder nur Häuser. In den restlichen 25 Dörfern wird nur regierungseigenes Land überstaut.

## Wasserkraftwerk
Das angeschlossene Wasserkraftwerk (River Bed Power House) hat sechs Maschineneinheiten mit je 200 MW installierter Leistung. Vier (zusätzliche?) Einheiten sind in Auftrag gegeben. Das zweite Krafthaus (Canal Head Power House) mit 250 MW wurde am 15. Dezember 2004 in Betrieb genommen. Jede Einheit kann dort ungefähr 18 MW Leistung erzeugen. Seit Ende Dezember 2005 werden in den beiden Krafthäusern angeblich insgesamt 1550,852 MW generiert.
Die erzeugte Energie wird zwischen den Bundesstaaten Madhya Pradesh, Maharashtra und Gujarat im Verhältnis 57 % : 27 % : 16 % aufgeteilt.

## Wasserwirtschaft
Der Speicherbetrieb im Einzugsgebiet während des Monsuns (von Juli bis Oktober) ist gut mit der Regenvorhersage synchronisiert. Das Flussbettstromhaus (River Bed Power House (RPBH)) ist für die strategische Maximierung der jährlichen Zuteilung des Wasseranteils verantwortlich. Es stellt sicher, dass ein Minimum an Wasser flussabwärts fließt und ein Maximum an Wasser in der Dammüberlaufperiode (im Allgemeinen in Monsunen) verwendet wird. In Nicht-Monsunmonaten ergreift RPBH Maßnahmen zur Minimierung der konventionellen und betrieblichen Verluste, zur Vermeidung von Wasserspeicherung, zur Einschränkung wasserintensiver mehrjähriger Pflanzen, zur Einführung unterirdischer Pipelines, zur ordnungsgemäßen Wartung von Kanälen, zugehörigen Strukturen und zum Betrieb von Kanälen auf Rotationsbasis.

## Wasserversorgung
Die Talsperre spielt eine entscheidende Rolle in der Wasserversorgung für Millionen von Menschen und für die Bewässerung von Tausenden von Hektar Land in verschiedenen Regionen. Er beliefert etwa 9.000 Dörfer in Gujarat und versorgt über ein umfangreiches Kanalsystem mehr als 180.000 Hektar Land in dieser Region mit Wasser. Darüber hinaus fließt das Wasser des Stausees auf insgesamt 246.000 Hektar Land in den Wüstendistrikten Barmer und Jalore in Rajasthan sowie auf 37.500 Hektar Land in den von Volksstämmen bewohnten Hügelregionen von Maharashtra.
Ein erheblicher Anteil des im Stausee gespeicherten Wassers wird auch für die Trinkwasseraufbereitung verwendet, um die Bedürfnisse von 131 Städten und 9.633 Dörfern zu erfüllen. Dies entspricht etwa 53 % aller Dörfer in Gujarat und trägt somit maßgeblich zur Trinkwasserversorgung dieser Region bei.

## Geschichte
Der Plan, den Fluss zur Bewässerung und zur Wasserkrafterzeugung im Narmada-Becken aufzustauen, wurde 1946 gefasst. Sieben Projekte wurden in Angriff genommen, vier davon erhielten Priorität: Bharuch (in Gujarat), Bargi, Tawa und Punasa in Madhya Pradesh. Nachdem die Untersuchungen abgeschlossen waren, wurde die Talsperre bei Gora in Gujarat ausgesucht, die einen Wasserspiegel von 49,80 m haben sollte. Der Grundstein wurde am 5. April 1961 vom früheren Premierminister Jawaharlal Nehru gelegt. Später, als detailliertere, modernere Landkarten aus der Vermessung Indiens verfügbar waren, wurde die Möglichkeit in Betracht gezogen, die Höhe der Talsperre anzuheben, um das Wasser optimal zu nutzen. 
| Bundesstaat    | Prozent Wasser | Prozent Energie |
| -------------- | -------------- | --------------- |
| Madhya Pradesh | 65,18 %        | 57 %            |
| Gujarat        | 32,14 %        | 16 %            |
| Rajasthan      | 01,79 %        | –               |
| Maharashtra    | 00,89 %        | 27 %            |

1964 gründete die Regierung von Indien ein Expertenkomitee unter dem Vorsitz von Dr. Khosla, um den Disput zwischen den Regierungen von Gujarat and Madhya Pradesh zu lösen, wie man das Wasser der Narmada teilen sollte. Das Komitee empfahl 1965 den Bau einer höheren Talsperre mit einem Wasserspiegel auf 152,44 m. Dennoch wollte die Regierung von Madhya Pradesh diesem Plan nicht zustimmen und so wurde 1969 das Narmada Water Dispute Tribunal (NWDT) unter dem Inter State River Water Disputes Act 1956 gegründet. Das NWDT entschied im Jahr 1979 über die Wasser- und Energieaufteilung aus dem Damm. Demnach sollten von den 35 Milliarden m³ Nutzwasser 65,2 % an Madhya Pradesh, 32,1 % an Gujarat, 1,8 % an Rajasthan und 0,9 % an Maharashtra gehen. Bei der Energie waren die zugehörigen Zahlen 57 %, 16 %, 0 %, 27 %. Die Indische Planungskommission gab im Jahr 1988 ihre endgültige Zustimmung zu dem Gesamtprojekt.
In den folgenden Jahren kam es immer wieder zu langwierigen Gerichtsverfahren, da die Gegner des Projektes einen Baustopp erzwingen wollten. 
Am 12. Juni 2014 gab die Narmada Control Authority die Genehmigung zur Erhöhung der Staumauer von 121,92 auf 138,68 Meter.

## Widerstand gegen das Projekt
Mehr als ein Jahrzehnt lang haben Dorfbewohner einen Kampf gegen das Sardar Sarovar Project (SSP) an der Narmada (Narmada Valley Development Project) geführt.
Es hat dadurch internationale Aufmerksamkeit und Bekanntheit erlangt. Aktivisten und Dorfbewohner, angeführt von der Narmada Bachao Andolan („Save the Narmada Movement“) unter Medha Patkar und Baba Amte, zwangen die Weltbank, sich Anfang der 1990er Jahre aus dem Projekt zurückzuziehen. Ein Prozess am höchsten indischen Gericht (Indian Supreme Court) stoppte die Bauarbeiten für fast sechs Jahre. Dennoch fällte das Gericht am 18. Oktober 2000 eine kontrovers aufgenommene Entscheidung, die den Fortgang der Bauarbeiten erlaubte. Nach einer weiteren gerichtlichen Freigabe am 16. März 2004 wurde die Höhe der Überlaufkante wie genehmigt auf 110,64 m angehoben.
Rund 200.000 Menschen mussten für den Stausee umgesiedelt werden, Hunderttausende mehr verloren infolge der damit verbundenen Entwicklungen ihr Land oder ihren Lebensunterhalt. Eine unverhältnismäßig große Zahl davon sind Stammesangehörige der Bhil. Tausende bereits Umgesiedelte kämpfen auf überfüllten Grundstücken ums Überleben, ohne urbares Land oder Möglichkeiten für den Lebensunterhalt zu haben. Mit diesen Aussichten konfrontiert haben Dorfbewohner geschworen, lieber auf ihrem Land zu bleiben und hinter dem teilweise gebauten Damm abzuwarten, bis sie überschwemmt werden, als ein unsicheres Leben in Not und Entbehrung zu führen.